# Municipio Urachiche
Urachiche es uno de los 14 municipios que conforman al estado Yaracuy, Venezuela. La capital de este municipio, Urachiche, lleva su mismo nombre. Según el censo de 2011, tenía una población de 22 684 habitantes.

## Geografía
El municipio se ubica al sureste del estado Yaracuy, en la cordillera de la costa, en la región Costa-Montaña. El municipio se extiende por unos 170 km²..

### Límites
El municipio limita con los siguientes municipios y estados:
- Limita al norte con el municipio Crespo del Estado Lara.
- Limita al sur con los municipios José Antonio Páez y Nirgua, del estado Yaracuy.
- Limita al oeste con el municipio Peña, del estado Yaracuy.
- Limita al este con el municipio Bruzual, del estado Yaracuy.

### Clima
| Parámetros climáticos promedio de Municipio Urachiche, según mediciones de sensores remotos (2000–2011) | Parámetros climáticos promedio de Municipio Urachiche, según mediciones de sensores remotos (2000–2011) | Parámetros climáticos promedio de Municipio Urachiche, según mediciones de sensores remotos (2000–2011) | Parámetros climáticos promedio de Municipio Urachiche, según mediciones de sensores remotos (2000–2011) | Parámetros climáticos promedio de Municipio Urachiche, según mediciones de sensores remotos (2000–2011) | Parámetros climáticos promedio de Municipio Urachiche, según mediciones de sensores remotos (2000–2011) | Parámetros climáticos promedio de Municipio Urachiche, según mediciones de sensores remotos (2000–2011) | Parámetros climáticos promedio de Municipio Urachiche, según mediciones de sensores remotos (2000–2011) | Parámetros climáticos promedio de Municipio Urachiche, según mediciones de sensores remotos (2000–2011) | Parámetros climáticos promedio de Municipio Urachiche, según mediciones de sensores remotos (2000–2011) | Parámetros climáticos promedio de Municipio Urachiche, según mediciones de sensores remotos (2000–2011) | Parámetros climáticos promedio de Municipio Urachiche, según mediciones de sensores remotos (2000–2011) | Parámetros climáticos promedio de Municipio Urachiche, según mediciones de sensores remotos (2000–2011) | Parámetros climáticos promedio de Municipio Urachiche, según mediciones de sensores remotos (2000–2011) |
| Mes | Ene. | Feb. | Mar. | Abr. | May. | Jun. | Jul. | Ago. | Sep. | Oct. | Nov. | Dic. | Anual                                                                                                   |
| --- | --- | --- | --- | --- | --- | --- | --- | --- | --- | --- | --- | --- | --- |
| Temp. máx. abs. (°C)                                                                                    | 39.7 | 43.0 | 44.6 | 41.6 | 38.2 | 34.2 | 32.6 | 34.6 | 38.3 | 37.1 | 34.7 | 37.4 | 44.6 |
| Temp. máx. media (°C)                                                                                   | 24.5 | 25.8 | 27.2 | 25.1 | 24.1 | 23.5 | 23.3 | 24.3 | 24.4 | 24.1 | 23.2 | 22.9 | 24.4 |
| Temp. media (°C)                                                                                        | 20.3 | 21.1 | 20.5 | 19.3 | 20.1 | 20.7 | 20.4 | 21.1 | 21.4 | 21.0 | 20.3 | 19.9 | 20.5 |
| Temp. mín. media (°C)                                                                                   | 16.9 | 17.2 | 17.7 | 18.0 | 18.3 | 18.3 | 18.0 | 18.8 | 19.1 | 18.6 | 18.1 | 17.5 | 18.0 |
| Temp. mín. abs. (°C)                                                                                    | 12.9 | 13.2 | 12.9 | 13.0 | 13.3 | 12.5 | 13.1 | 13.6 | 15.4 | 13.9 | 13.6 | 13.8 | 12.5 |
| Fuente: MOD11A2 MODIS/Terra Land Surface Temperature/Emissivity                                         | | | | | | | | | | | | | |

### Poblaciones
- Urachiche
- Camunare Rojo
- Aguaruca
- El Picure

El Poder Legislativo Local está integrado por siete concejales, de los cuales seis pertenecen al Partido Socialista Unido de Venezuela (PSUV): Nahath Soto, Hermenson Alvarado, Jorge Duran, Lenny Castillo, Restituto Figueredo, Nohelia Sivira y uno es integrante del Partido Vanguardia Bolivariana Revolucionaria (VBR): Luis Rivero.

## Historia
Este municipio fue fundado por Francisco de la Hoz Berrios y el Obispo Fray Gonzalo de Angulo. En sus principios, el municipio estuvo poblado por los Jirajaras, Guachires, Chirimagües y Camunares.
Como era costumbre, los españoles colocaban el nombre de un santo a las ciudades que poblaban antes, por lo que fundaron a la capital de este municipio con el de San Juan Bautista de Urachiche. En la actualidad, se celebra el día 24 de junio el Día de la ciudad de Urachiche, debido a que así quedó como costumbre con motivo de celebrarse en esta fecha el día del mencionado Santo. La población está conformada por 27 560 habitantes en un ámbito de 43 comunidades.

## Economía
La agricultura es la actividad económica más importante de este municipio, ocupando el maíz, las mayores proporciones de terreno y de importancia; también poseen gran importancia la siembra de caña de azúcar, café, caraota y frijol.
La cría de ganado vacuno, se encuentra desarrollada en su mayoría por empresas dedicadas al mejoramiento de los mismos, aunque también existen ciertos grupos de campesinos dedicados a dicha actividad.
Cabe destacar que este municipio posee importantes recursos de minerales no metálicos, en especial yeso y arena.

## Política y gobierno

### Alcaldes
| Período     | Alcalde           | Partido político / Alianza | % de votos | Notas |
| ----------- | ----------------- | -------------------------- | ---------- | --- |
| 1989 - 1992 | Gerardo Sánchez   | COPEI                      | 51,22      | Primer alcalde bajo elecciones directas |
| 1992 - 1995 | Armando Rodríguez | AD                         | 48,12      | Segundo alcalde bajo elecciones directas |
| 1995 - 2000 | Gerardo Sánchez   | COPEI                      | -          | Tercer alcalde bajo elecciones directas (se realizaron elecciones generales adelantadas en el 2000 debido a la aprobación de la Constitución de 1999)        |
| 2000 - 2004 | Gerardo Sánchez   | COPEI                      | 39,50      | Reelecto |
| 2004 - 2008 | Douglas Sionchez  | MVR                        | 38,58      | Cuarto alcalde bajo elecciones directas |
| 2008 - 2013 | Douglas Sionchez  | PSUV                       | 47,14      | Reelecto (se postergan 1 año las elecciones municipales pautadas para finales del 2012)                                                                      |
| 2013 - 2017 | Nelby Galíndez    | PSUV                       | 43,10      | Quinta alcaldesa bajo elecciones directas |
| 2017 - 2021 | Nelby Galíndez    | PSUV                       | 56,13      | Reelecta |
| 2021 - 2025 | Leonardo Intoci   | PSUV                       | 53,56      | Sexto alcalde bajo elecciones directas |
| 2025        | Lisbed Parada     | PSUV                       | -          | Alcaldesa encargada (en su calidad de presidenta de la cámara municipal tras la renuncia del alcalde Leonardo Intoci para asumir la gobernación de Yaracuy). |

### Concejo municipal
Período 1989 - 1992
| Concejales:          | Partido político / Alianza |
| -------------------- | -------------------------- |
| Ligia de Rodríguez   | COPEI                      |
| Tibizay Ortega Parra | COPEI                      |
| Ernesto Merlo        | COPEI                      |
| Hilda de Cardozo     | AD                         |
| Jesús María Cortés   | AD                         |

Período 1992 - 1995
| Concejales:       | Partido político / Alianza |
| ----------------- | -------------------------- |
| Edito Hidalgo     | AD                         |
| Alirio García     | AD                         |
| Hilda de Cardozo  | AD                         |
| Ernesto Merlo     | COPEI                      |
| Rafaela de Medina | COPEI                      |
| Guido Cortez      | COPEI                      |
| Pedro Rojas       | FIEL 13                    |

Período 1995 - 2000
| Concejales:          | Partido político / Alianza |
| -------------------- | -------------------------- |
| Maria Castillo       | COPEI                      |
| Emilio Ramón Merlo   | COPEI                      |
| Cecilio Medina López | COPEI                      |
| Robert Mendoza       | COPEI                      |
| Miriam Fernández     | COPEI                      |
| José Acosta Chávez   | CONVERGENCIA               |
| Dilcia Alvarado      | AD                         |

Período 2013 - 2018:
| Concejales          | Partido político / Alianza |
| ------------------- | -------------------------- |
| Nahaht Soto         | PSUV                       |
| Jorge Duran         | PSUV                       |
| Hemenson Alvarado   | PSUV                       |
| Lenny Castillo      | PSUV                       |
| Nohelia Sivira      | PSUV                       |
| Restitutó Figueredo | PSUV                       |
| Luis Rivero         | VBR                        |

Período 2018 - 2021
| Concejales         | Partido político / Alianza |
| ------------------ | -------------------------- |
| Carmen Cardozo     | PSUV                       |
| Hermenson Alvarado | PSUV                       |
| Alexis Duran       | PSUV                       |
| Hector Álvarez     | PSUV                       |
| Lisbed Parada      | PSUV                       |
| Leonardo Intoci    | PSUV                       |
| Erasmo Cordero     | PSUV                       |

Período 2021 - 2025
| Concejales         | Partido político / Alianza |
| ------------------ | -------------------------- |
| Hermenson Alvarado | PSUV                       |
| Erasmo Cordero     | PSUV                       |
| Lisbed Parada      | PSUV                       |
| Carmen Cardozo     | PSUV                       |
| Nohelia Silvira    | PSUV                       |
| Gredogio Gollo     | PSUV                       |
| Oswaldo Mora       | MUD                        |